# Mysterious Billy Smith
Amos Smith, meglio conosciuto come Mysterious Billy Smith (15 maggio 1871 – 14 ottobre 1937), è stato un pugile canadese.
La International Boxing Hall of Fame lo ha riconosciuto fra i più grandi pugili di ogni tempo.

## Gli inizi
Professionista dal 1890.

## La carriera
Campione del mondo dei pesi welter dal 1892 al 1894.